# Fátima Miris
Fátima Miris, nombre artístico de Maria Frassinesi (Chiusa di Pesio, 27 de octubre de 1882 — Bolonia, 4 de noviembre de 1954), fue una actriz, cantante, transformista y drag king italiana.
Impresionada, siendo aún joven, por un espectáculo de Leopoldo Fregoli, siguió con éxito sus pasos y todavía hoy es recordada por su habilidad en la transformación escénica que le permitía cambiar, en pocos segundos, la caracterización del personaje que interpretaba, cambiando también el tono de voz, la ropa y todo tipo de accesorios.

## Biografía
Hija de un oficial de carrera (el capitán Arturo Frassinesi) y de una noble (la condesa Anna Pullè de Vendramin), siendo joven se trasladó con su familia a San Giacomo Roncole (una aldea de Mirandola, en la provincia de Módena), donde su abuela había comprado la villa "La Personala" (posteriormente llamada Villa Frassinesi).
Tras licenciarse como maestra de jardín de infancia, se dedicó, ya en los primeros años del siglo, al teatro, desatando lo que su familia consideró inicialmente casi un escándalo.
El 7 de septiembre de 1903 debutó en el Teatro Brunetti de Bolonia.
Acompañada por su padre, que le escribía adaptaciones de operetas para adaptarlas a su tipo de espectáculo o le escribía textos nuevos, y por su hermana Emilia Frassinesi, una hábil violinista, actuó por todo el mundo, desde América del Norte y del Sur, hasta Australia y Nueva Zelanda, pasando por Egipto y también actuó en presencia de la reina Elena de Saboya, en el teatro de la finca San Rossore.
En mayo de 1910 actuó por primera vez en España, en el Teatro Español de Barcelona, y cuatro meses después, el 25 de septiembre de 1910, actuó en el Teatro Lara de Madrid.
A finales de 1912 actuó en dos ocasiones en la provincia de Toledo, en España, con motivo de las fiestas del carnaval, junto a su hermana Emilia. Se sabe que su espectáculo en Toledo comenzaba con un monólogo en castellano, al que seguían varios espectáculos, siendo el primero de estos «La princesa divina», al que sucedían «Una lección de transformismo», «París Concert» (que incluía monólogos y canciones en inglés, francés e italiano) y, por último, «La Gran Vía». Al parecer sus actuaciones no causaron ningún tipo de escándalo en la sociedad española de la época.
Así mismo, actuó también en las capitales de las provincias españolas de Santander, Córdoba y Valencia, siendo en definitiva una artista muy reconocida y respetada en España, teniendo un gran impacto en la cultura española de la época, pues no sólo el compositor balear Pasqual Martorell compuso en su homenaje un pasodoble-marcha, que incorporó en su repertorio, sino que también el actor Ruis Paris llegó a trabajar como imitador de Fátima Faris, ejerciendo él también el transformismo.
En noviembre de 1913 actuó con gran éxito de asistencia y crítica en el teatro Alberdi, en la provincia argentina de Tucumán. Su actuación recibió numerosos elogios de la prensa, y las crónicas tanto de La Gaceta como de El Orden destacaron para pasar de personajes masculinos a femeninos (y viceversa) en cuestión de segundos.
En 1921 se casó en Bolonia con el conde Luigi d'Arco y en 1922 tuvo con él una hija, Giovanna.
Realizó giras durante algunos años más y luego se retiró a la vida privada hasta 1932, cuando realizó su última gira de despedida regresando a Sudamérica, donde el público nunca la había olvidado.
Murió en Bolonia en noviembre de 1954 a causa de un tumor diagnosticado cuando ya era demasiado tarde. Está enterrada en la Entrada Nueva de la Cartuja de Bolonia.

## Legado
En 2023 se le dedicó una exposición en Mirandola.